# Landtagswahl in Baden-Württemberg 1964
- SPD: 47
- FDP/DVP: 14
- CDU: 59

Die Landtagswahl in Baden-Württemberg 1964 fand am 26. April statt. Die CDU konnte große Zugewinne verzeichnen und verfehlte um zwei Sitze die absolute Mehrheit. Die GDP konnte nicht an die Erfolge ihrer Vorgängerpartei GB/BHE anknüpfen und verfehlte den (Wieder-)Einzug in den Landtag deutlich. Ministerpräsident Kurt Georg Kiesinger ging darauf eine Koalition aus CDU und FDP/DVP ein. Alleinige Oppositionspartei blieb die SPD.

## Ausgangslage
Ausgangslage war eine von Ministerpräsident Kurt Georg Kiesinger geführte Koalition aus CDU, FDP/DVP und GDP (GB/BHE). Als Oppositionspartei im Landtag fungierte allein die SPD.

## Ergebnis
| Partei                 | Stimmen   | Anteil           | Sitze | Kreis- wahl- vor- schläge | Direkt- mandate | Sitze 1960 |
| CDU                    | 1.671.674 | 46,18 %          | 59    | 70                        | 44              | 52         |
| SPD                    | 1.350.314 | 37,30 %          | 47    | 70                        | 25              | 44         |
| FDP/DVP                | 472.492   | 13,05 %          | 14    | 70                        | 1               | 18         |
| GDP                    | 65.759    | 1,82 %           |       | 70                        |                 | 7 (GB/BHE) |
| DFU                    | 49.191    | 1,36 %           |       | 69                        |                 |            |
| DG                     | 10.322    | 0,29 %           |       | 44                        |                 |            |
| Einzelbewerber         | 149       | 0,00 %           |       | 1                         |                 |            |
| gültige Stimmen        | 3.619.901 | 100,00 % 97,68 % | 120   | 394                       | 70              | 121        |
| ungültige Stimmen      | 85.890    | 2,32 %           |       |                           |                 |            |
| Wähler Wahlbeteiligung | 3.705.791 | 100,00 % 67,74 % |       |                           |                 |            |
| Nichtwähler            | 1.765.211 | 32,26 %          |       |                           |                 |            |
| Wahlberechtigte        | 5.471.002 | 100,00 %         |       |                           |                 |            |

|                 | Nordwürttemberg | Nordwürttemberg           | Nordwürttemberg   | Nordwürttemberg | Nordwürttemberg | Nordbaden | Nordbaden                 | Nordbaden         | Nordbaden | Nordbaden       | Südbaden  | Südbaden                  | Südbaden          | Südbaden | Südbaden        | Südwürttemberg- Hohenzollern | Südwürttemberg- Hohenzollern | Südwürttemberg- Hohenzollern | Südwürttemberg- Hohenzollern | Südwürttemberg- Hohenzollern |
| Anzahl/ Stimmen | %               | Kreis- wahl- vor- schläge | Direkt- man- date | Sitze           | Anzahl/ Stimmen | %         | Kreis- wahl- vor- schläge | Direkt- man- date | Sitze     | Anzahl/ Stimmen | %         | Kreis- wahl- vor- schläge | Direkt- man- date | Sitze    | Anzahl/ Stimmen | %                            | Kreis- wahl- vor- schläge    | Direkt- man- date            | Sitze                        |                              |
| --------------- | --------------- | ------------------------- | ----------------- | --------------- | --------------- | --------- | ------------------------- | ----------------- | --------- | --------------- | --------- | ------------------------- | ----------------- | -------- | --------------- | ---------------------------- | ---------------------------- | ---------------------------- | ---------------------------- | ---------------------------- |
| Wahlberechtigte | 2.162.825       |                           |                   |                 |                 | 1.216.862 |                           |                   |           |                 | 1.118.706 |                           |                   |          |                 | 972.609                      |                              |                              |                              |                              |
| Wähler          | 1.507.140       | 69,7                      |                   |                 |                 | 799.474   | 65,7                      |                   |           |                 | 719.479   | 64,3                      |                   |          |                 | 679.698                      | 69,9                         |                              |                              |                              |
| Gültige Stimmen | 1.480.397       | 98,2                      |                   |                 |                 | 776.529   | 97,1                      |                   |           |                 | 695.855   | 96,7                      |                   |          |                 | 667.120                      | 98,1                         |                              |                              |                              |
|                 |                 |                           |                   |                 |                 |           |                           |                   |           |                 |           |                           |                   |          |                 |                              |                              |                              |                              |                              |
| CDU             | 582.715         | 39,4                      | 27                | 10              | 19              | 363.115   | 46,8                      | 16                | 9         | 13              | 361.000   | 51,9                      | 14                | 13       | 14              | 364.844                      | 54,7                         | 13                           | 12                           | 13                           |
| SPD             | 591.232         | 39,9                      | 27                | 16              | 19              | 314.520   | 40,5                      | 16                | 7         | 12              | 241.321   | 34,7                      | 14                | 1        | 9               | 203.241                      | 30,5                         | 13                           | 1                            | 7                            |
| FDP/DVP         | 245.552         | 16,6                      | 27                | 1               | 8               | 67.480    | 8,7                       | 16                |           | 2               | 75.268    | 10,8                      | 14                |          | 2               | 84.192                       | 12,6                         | 13                           |                              | 2                            |
| GDP             | 34.926          | 2,4                       | 27                |                 |                 | 15.562    | 2,0                       | 16                |           |                 | 7.554     | 1,1                       | 14                |          |                 | 7.717                        | 1,2                          | 13                           |                              |                              |
| DFU             | 22.528          | 1,5                       | 26                |                 |                 | 11.997    | 1,5                       | 16                |           |                 | 8.899     | 1,3                       | 14                |          |                 | 5.767                        | 0,9                          | 13                           |                              |                              |
| DG              | 3.295           | 0,2                       | 14                |                 |                 | 3.855     | 0,5                       | 16                |           |                 | 1.813     | 0,3                       | 8                 |          |                 | 1.359                        | 0,2                          | 6                            |                              |                              |
| Einzelbewerber  | 149             | 0,0                       | 1                 |                 |                 |           |                           | —                 |           |                 |           |                           | —                 |          |                 |                              |                              | —                            |                              |                              |

## Folgen
Kurt Georg Kiesinger setzte die Koalition mit der FDP ohne die aus dem Landtag ausgeschiedene GDP fort. Die SPD verblieb in der Opposition. Nach seiner Wahl zum Bundeskanzler folgte ihm Ende 1966 Hans Filbinger als Ministerpräsident nach und bildete entsprechend zum Geschehen auf Bundesebene eine Große Koalition.